# Holmtjärnen (Frostvikens socken, Jämtland, 716948-139928)
Holmtjärnen är en sjö i Strömsunds kommun i Jämtland och ingår i Ångermanälvens huvudavrinningsområde. Sjön har en area på 0,0756 kvadratkilometer och ligger 445 meter över havet.